# Świdrowiec szczurzy
Świdrowiec szczurzy (Trypanosoma lewisi) - wiciowiec z rodziny Trypanosomatidae - świdrowce. 
Wiciowiec długości 7 - 35 μm, szerokości 1,5 - 3,0 μm. Jego żywicielami ostatecznymi są różne gatunki szczurów w tym szczur śniady (Rattus rattus) i szczur wędrowny (Rattus norvegicus), a pośrednimi pchły. Żyje w osoczu krwi. Jest to gatunek zróżnicowany rozwojowo (cyklomorficzny) i w związku z tym polimorficzny (wielopostaciowy). Przenoszą go pchły, ale nie na skutek ukąszenia przez nie szczura, lecz poprzez rozgryzienie przez szczura zarażonej pchły. Do krwi przedostaje się poprzez ślinianki.
T. lewisi jest gatunkiem słabo patogennym. U szczurów zaraz po zarażeniu następuje wytwarzanie przeciwciał, które powodują śmierć pasożytów. Prowadzi to do samouleczenia się szczurów.